# Oostkapelle

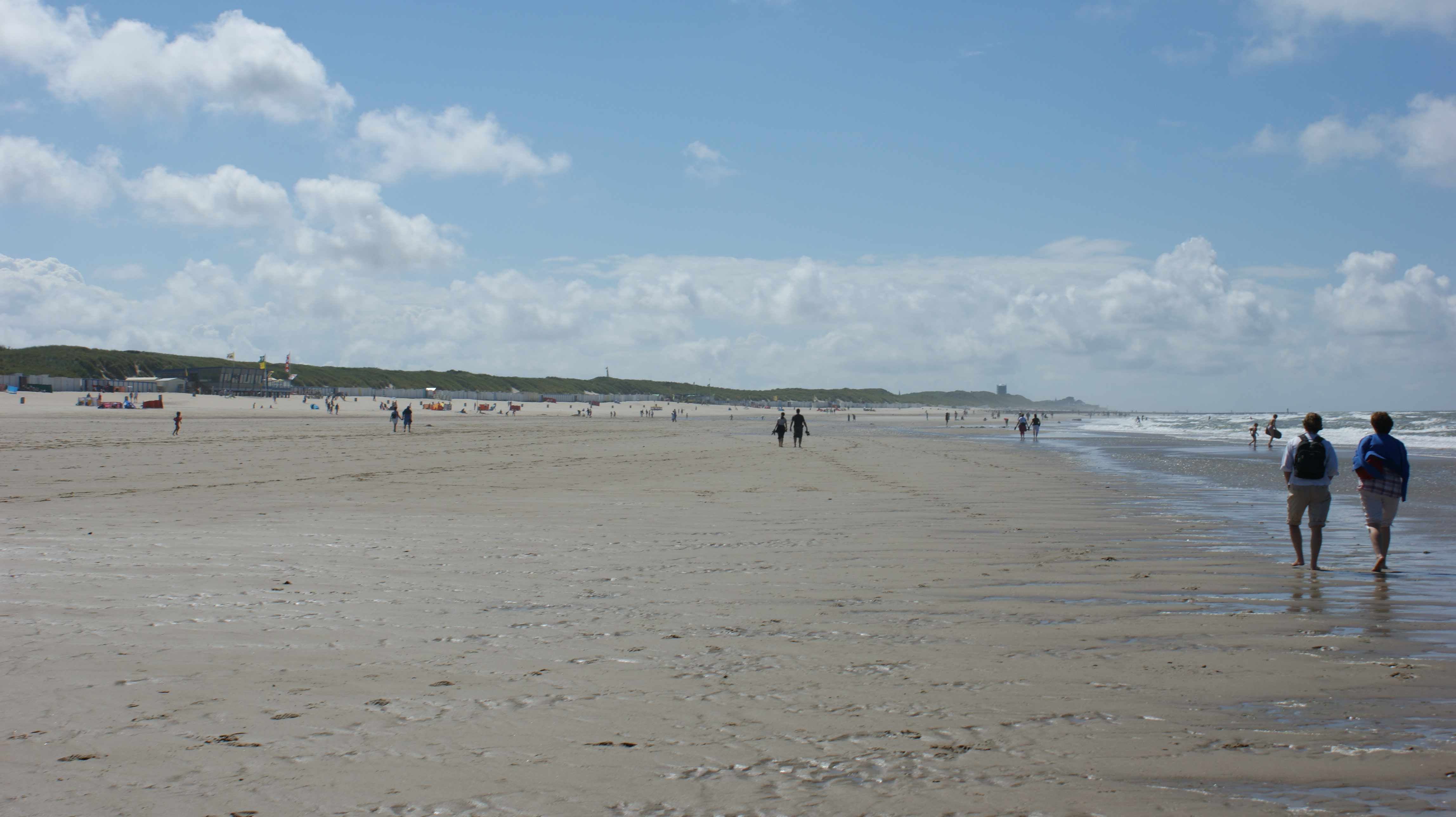
Spiaggia di Oostkapelle

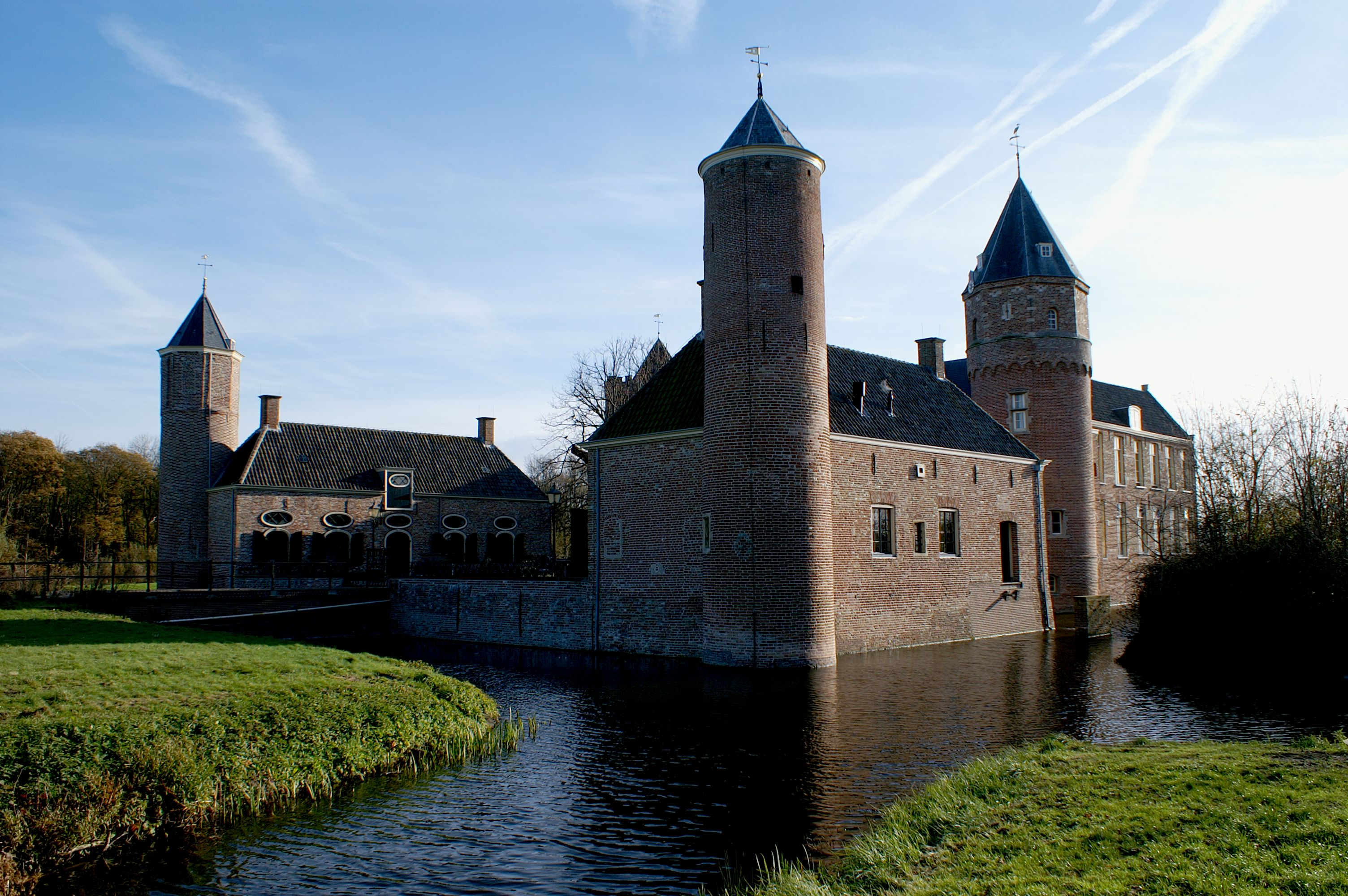
Oostkapelle: il castello Westhove

Oostkapelle è una località balneare sul Mare del Nord del sud-ovest dei Paesi Bassi, facente parte della provincia della Zelanda e situata nell'ex-isola di Walcheren. Dal punto di vista amministrativo, si tratta di un ex-comune, dal 1966 accorpato alla municipalità di Domburg, comune a sua volta inglobato nel 1997 nella nuova municipalità di Veere; conta una popolazione di circa 2 400-2 500 abitanti.

## Geografia fisica
Oostkapelle si trova a nord di Middelburg e ad est di Westkapelle e di Domburg. Dista 14 km da Flessinga.

## Origini del nome
Il toponimo Oostkapelle, attestato anticamente come tHoostkapelle (1162), Ostcapella (1181-1210), tHoostkapelle (XVII secolo) e Oistcappella (1322), è formato dai termini oost, ovvero "est", e capelle, ovvero "chiesa", "cappella".

## Storia

### Dalle origini ai giorni nostri
Nel XIV secolo, fu fondata una chiesa dedicata San Willibrodus, che un tempo era una delle cinque chiese principali della regione di Walcheren.
La località fu per molti secoli votata all'agricoltura e nel corso del XVII secolo sorsero numerose fattorie.

### Simboli
Lo stemma di Oostkapelle è costituito da tre righe orizzontali di colore blu inframezzate da due righe orizzontali di colore giallo.
Questo stemma fu introdotto nel XVII secolo.

## Monumenti e luoghi d'interesse
Oostkapelle vanta 42 edifici classificati come rijksmonumenten.

### Architetture religiose

#### Dorpskerk
Principale edificio religioso di Oostkapelle è Dorpskerk, dedicata a san Willobrordus, situata al nr. 2 della Waterstraat: ricostruita nel 1822, presenta delle torri risalenti al XIV secolo.

### Architetture militari

#### Castello Westhove
Altro edificio d'interesse è il castello Westhove (Kasteel Westhove), menzionato per la prima volta nel 1277.

### Luoghi di interesse naturalistico
Tra le località di Oostkapelle e Domburg, si estende un'area naturalistica chiamata De Manteling.

## Società

### Evoluzione demografica
Al censimento del 1º gennaio 2018, Oostkapelle contava una popolazione pari a 2 447 abitanti.
La località ha conosciuto calo demografico rispetto al 2017, quando contava 2 492 abitanti, dato che era in rialzo rispetto al 2016, quando Oostkapelle contava 2 478 abitanti.

## Cultura

### Musei
Nell'ex-orangerie del castello Westhove, trova posto un museo naturalistico, il Terra Maris.